# Onthophagus depressus
Onthophagus depressus es una especie de escarabajo pelotero del género Onthophagus, familia Scarabaeidae, orden Coleoptera.
 Fue descrita en 1871 por Harold.
Mide 6.0 a 7.7 mm. Es nativo de Sudáfrica. Ha sido introducido en otras partes como el sudeste de Norteamérica.